# 微菱头蛛
微菱头蛛（学名：Bianor aurocinctus）为跳蛛科菱头蛛属的动物。分布于越南、日本以及中国大陆的内蒙、山东、河南、江苏、安徽、湖南、四川、贵州、云南等地。